# Ortervirales
Die Ortervirales (gelegentlich auch Retrovirales genannt) sind eine Ordnung von Viren, bei denen das Genom entweder als einzelsträngige RNA vorliegt und die Replikation über eine DNA-Zwischenstufe erfolgt (Baltimore-Klassifikation Gruppe 6) oder bei denen das Genom umgekehrt als doppelsträngige DNA vorliegt und die Replikation über eine RNA-Zwischenstufe erfolgt (Baltimore-Klassifikation Gruppe 7).
Der Name leitet sich ab von der rückwärts gelesenen Vorsilbe Retro- ihrer prominentesten Mitglieder, der Retroviren (Familie Retroviridae, mit den humanen Immunschwächeviren HIV-1 und HIV-2).
Kennzeichen der Ortervirales ist, dass an irgendeiner Stelle im Vermehrungszyklus RNA in DNA zurückgeschrieben werden muss (reverse Transkription, vermittelt durch ein ‚Reverse Transkriptase‘ genanntes Enzym). Umgekehrt gehören alle revers transkribierenden Viren zu den Ortervirales mit Ausnahme der Hepadnaviridae, zu denen anscheinend nur eine entfernte Verwandtschaft besteht.
Die Reversen Transkriptasen aller Ortervirales haben einen gemeinsamen Ursprung (d. h. sie sind homolog). Die Belpaoviren, Metaviren, Pseudoviren und Retroviren haben darüber hinaus weitere gemeinsame Eigenschaften: Ihre Polymerase-Proteine sind von ähnlicher Struktur und umfassen sowohl eine Aspartatprotease als auch eine der DDE-Rekombinase-Superfamilie zugehörende Integrase. Ihre RNAs enthalten terminale Wiederholungen (Long Terminal Repeats, LTRs) vergleichbarer Länge. Sie teilen auch ähnliche Kapsid- und Nukleokapsid-Proteine bzw. -Domänen. Caulimoviren teilen auch einige Merkmale mit Belpaoviren, Metaviren, Pseudoviren und Retroviren wie einer homologen Aspartatprotease. Auch die Caulimoviren teilen auch einige Merkmale mit den anderen (Belpaoviren, Metaviren, Pseudoviren und Retroviren), wie beispielsweise eine ebenfalls homologe Aspartatprotease.

## Systematik
In der Ordnung Ortervirales kennt das International Committee on Taxonomy of Viruses mit Stand November 2018 folgende vier Familien:
- Familie Belpaoviridae (Belpaoviren)
  - Gattung Semotivirus (ssRNA-RT)
- Familie Caulimoviridae (Caulimoviren)
- Familie Metaviridae (Metaviren)
  - Gattung Errantivirus mit Errantivirus idefixi
  - Gattung Metavirus
  - nicht klassifizierte Metaviridae[6]
    - … (Vorschläge)
- Familie Pseudoviridae (Pseudoviren)
  - Gattung Hemivirus
  - Gattung Pseudovirus
  - Gattung Sirevirus
  - nicht klassifizierte Pseudoviridae[7]
    - Spezies „Penicillium camemberti virus - GP1“ (Vorschlag)
- Familie Retroviridae (Retroviren)